# Heidy Juárez
Heidy Juárez Calle, née le 16 février 1984 dans la province de Rioja, est une femme politique péruvienne. Elle est membre du Congrès depuis le 26 juillet 2021 et a été brièvement ministre de la Femme et des Populations vulnérables entre le 25 novembre et le 7 décembre 2022.

## Biographie

### Formation et parcours professionnel
Heidy Juárez est née dans la province de Rioja, région de San Martín le 16 février 1984. Elle est titulaire d'un baccalauréat en droit de l'Université privée Antenor-Orrego en 2010 et a également obtenu un diplôme en droit de la même université en 2014.
De 2012 à 2020, elle travaille comme avocate à Pesquera Ethel Mercedes EIRL, elle devient également conseillère juridique pour la municipalité du district de Colán en 2019 et assistante technique juridique de la même municipalité en 2016. Elle a été également avocate auprès d'une autre municipalité, celle du district de La Huaca de 2019 à 2020.
En 2020, elle travaille dans le Programme national d'investissement pour la santé (Pronis) en tant qu'avocate au sein de l'unité des études définitives.

### Membre du Congrès
Militante à Alliance pour le progrès depuis 2008, elle se présente dans la circonscription de Piura pour être membre du Congrès lors des élections générales de 2016.
Lors des élections de 2021, Heidy Juárez se présente à nouveau comme candidate dans la même région avec APP et est élue, avec 19 153 voix.

#### Rencontre controversée avec Pedro Castillo
En mars 2022, la parlementaire Heidy Juárez, membre d'Alliance pour le progrès (APP), a admis avoir rendu visite au président Pedro Castillo dans le district de Breña, quelques jours avant l'entrée en fonction du président.
C'est ce qu'a révélé le journal Panorama, où la congressiste a assuré que la visite avait été donnée sur invitation adressée à son père, trois jours avant la prestation de serment. Comme elle l'a ajoutée, elle a ensuite informée le président du parti, César Acuña, de cette visite. Néanmoins, la parlementaire a ensuite retiré cette version d'avoir informé le dirigeant de son parti.

#### Scandale des enregistrements audio
En octobre 2022, la députée Heidy Juárez a démissionné du groupe parlementaire d'Alliance pour le progrès, après avoir été expulsée du parti, ayant été accusée d'être la personne qui a divulguée des audios controversés entre Lady Camones et César Acuña.
Néanmoins, en réponse, elle s'est toujours défendue d'en être l'auteure, affirmant que « taupe [du gouvernement] demeure » et « je n'ai pas enregistré, je n'ai pas fuité ; en plus, je demande à madame Anuska Buenaluque (une journaliste) de dire qui était la source, qui a livré les audios ».
Après son expulsion, elle rejoint le groupe parlementaire de Podemos Perú.

### Ministre de la Femme
Le 25 novembre 2022, Heidy Juárez est nommée ministre de la Femme et des Populations vulnérables dans le cinquième gouvernement de Pedro Castillo. 
Sa nomination est immédiatement critiquée par le président de son groupe parlementaire José Luna Gálvez qui exprime son désaccord avec ce choix, déclarant ne pas soutenir ou ne pas être lié avec le gouvernement. Le lendemain de sa nomination, le 26 novembre, elle démissionne du groupe, devenant non-inscrite au Congrès.